# Alter do Chão
Alter do Chão es una villa portuguesa perteneciente al Distrito de Portalegre, región del Alentejo y comunidad intermunicipal del Alto Alentejo, con cerca de 2600 habitantes. 
Es sede de un municipio con 361,63 km² de área y 3938 habitantes (2001), subdividido en 4 freguesias. El municipio limita al nordeste con el municipio de Portalegre, al sureste con Monforte, al sur con Fronteira, al suroeste con Avis y al oeste con Ponte de Sor.

## Demografía
| Gráfica de evolución demográfica de Alter do Chão entre 1864 y 2021 |
|                                                                     |
| Datos según el nomenclátor publicado por el INE portugués.          |

## Freguesias
- Alter do Chão
- Chancelaria
- Cunheira
- Seda